# Simpang Rahmat
Simpang Rahmat is een bestuurslaag in het regentschap Bener Meriah van de provincie Atjeh, Indonesië. Simpang Rahmat telt 887 inwoners (volkstelling 2010).